# Луканов Дмитро Володимирович
Дмитро Володимирович Луканов (2 березня 1995 року; Київ, Україна) — український футболіст, нападник клубу «Зоря» (Луганськ).

## Ігрова кар'єра
Вихованець «СДЮШОР Атлет» (Київ). Перший тренер — Дмитро Костянтинович Мурашенко. Після завершення навчання уклав контракт з луганською «Зорею», після чого став грати в її молодіжному складі. У дебютному сезоні 2012/13 років зіграв за цю команду 24 матчі, забив 9 голів. За підсумками турніру луганська «молодіжка» стала чемпіоном України. З 2015 року футболіст став залучатися до основного складу клубу.
У квітні 2015 року донецький «Шахтар» перед календарним матчем Прем'єр-ліги проти «Зорі» заборонив брати участь в грі проти себе орендованим у нього форвардам луганчан Будківському, Тотовицькому і Караваєву. Тренер «Зорі» Юрій Вернидуб у стартовому складі випустив в атаку Любеновича. На 37-й хвилині Желько залишив поле через травму, після чого грати центрфорварда вийшов Луканов, який дебютував у Прем'єр-лізі. Дмитро чудово грав на команду, сміливо йшов у обведення (чотири рази, щоправда, жодної вдалої), добре віддавав передачі (67 % точних), непогано відпрацьовував у відборі (66 % вдалих відборів). У результаті компанія Instat Football визнала Луканова найкращим у складі «Зорі» після Любеновіча і Ліпартії.

## Міжнародна кар'єра
Заявивши про себе в матчах за молодіжний склад «Зорі», Дмитро Луканов отримав запрошення у збірну України до 18 років для участі в Меморіалі Гранаткіна. На турнірі в Санкт-Петербурзі Дмитро відкрив рахунок голам у «жовто-синій» футболці, був визнаний найкращим гравцем у матчі проти збірної Чехії, а команда Олександра Петракова завоювала бронзу. Також у збірній 1995 р. зіграв 1 гру у кваліфікації Євро-2014 (U-19) і кілька товариських матчів.